# Махмудія
Махмудія (рум. Mahmudia) — комуна у повіті Тулча в Румунії. До складу комуни входить єдине село Махмудія.
Комуна розташована на відстані 246 км на схід від Бухареста, 24 км на південний схід від Тулчі, 107 км на північ від Констанци, 90 км на південний схід від Галаца.

## Населення
За даними перепису населення 2002 року у комуні проживали 4826 осіб.
Національний склад населення комуни:
| Національність            | Кількість осіб | Відсоток |
| ------------------------- | -------------- | -------- |
| румуни                    | 4250           | 88,1%    |
| росіяни-липовани          | 499            | 10,3%    |
| українці                  | 43             | 0,9%     |
| турки                     | 24             | 0,5%     |
| угорці                    | 4              | 0,1%     |
| болгари                   | 2              | < 0,1%   |
| цигани                    | 1              | < 0,1%   |
| хорвати                   | 1              | < 0,1%   |
| поляки                    | 1              | < 0,1%   |
| не вказали національність | 1              | < 0,1%   |

Рідною мовою назвали:
| Мова                  | Кількість осіб | Відсоток |
| --------------------- | -------------- | -------- |
| румунська             | 4435           | 91,9%    |
| російська             | 370            | 7,7%     |
| українська            | 16             | 0,3%     |
| турецька              | 3              | 0,1%     |
| угорська              | 1              | < 0,1%   |
| не вказали рідну мову | 1              | < 0,1%   |

Склад населення комуни за віросповіданням:
| Релігія            | Кількість осіб | Відсоток |
| ------------------ | -------------- | -------- |
| православні        | 4325           | 89,6%    |
| старообрядці       | 469            | 9,7%     |
| мусульмани         | 25             | 0,5%     |
| адвентисти         | 3              | 0,1%     |
| реформати          | 1              | < 0,1%   |
| баптисти           | 1              | < 0,1%   |
| унітарії           | 1              | < 0,1%   |
| не вказали релігію | 1              | < 0,1%   |

## Зовнішні посилання
- Дані про комуну Махмудія на сайті Ghidul Primăriilor [Архівовано 28 квітня 2012 у Wayback Machine.]